# Albrecht Focke

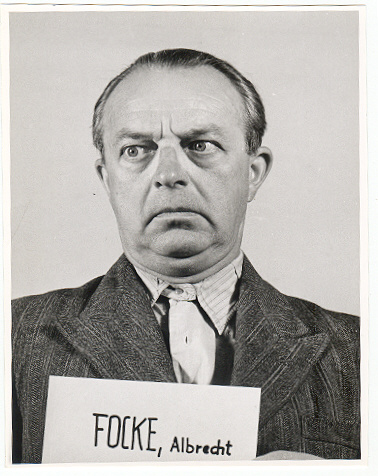
Albrecht Focke als Zeuge bei den Nürnberger Prozessen.

Albrecht Focke war ein deutscher Offizier.
Focke gehörte von 1914 bis 1920 der preußischen Armee an, in der er in der Artillerie Dienst tat. Anschließend wechselte er in die Privatindustrie, in der er in eine Führungsstellung in einer Fabrik für Frachtfahrzeuge erhielt.
In den 1930er Jahren wurde Focke von der Abwehr der Reichswehr angeworben. Aufgrund seiner Geschäftserfahrungen wurde er zunächst Wirtschaftsreferent der Abwehrnebenstelle in Köln. Während des Zweiten Weltkriegs war Focke dann Geheimdienstoffizier im Oberkommando der Wehrmacht um von 1942 bis 1945 als Burgkommandant auf Burg Lauenstein zu amtieren, wo sich von Februar bis Juni 1944 auch der ehemalige Geheimdienstchef Wilhelm Canaris in Ehrenhaft befand. Ab 1944 war er zudem Oberstleutnant im Referat VI-Wi des RSHA. Zusammen mit dem Vorstand der IG Farben verschob Focke Millionenwerte ins Ausland.
Nach dem Krieg trat er als Zeuge bei den Nürnberger Prozessen auf.